# Atrypa
Atrypa Dalman, 1828 è un genere estinto di Brachiopodi appartenente alla famiglia Atrypidae dell'ordine Spiriferida, esclusivi del Paleozoico. Si ritrovano nei sedimenti marini di età compresa tra il Siluriano inferiore (Telychiano) e il Devoniano superiore (tra i 438 e i 360 milioni di anni fa).
Le numerose specie di Atrypa sono caratterizzate da una conchiglia inequivalve biconvessa o piano-convessa, a profilo arrotondato, con la valva brachiale (dorsale) più convessa di quella peduncolare (ventrale), quest'ultima dotata di umbone incurvato. Questi Brachiopodi sono facilmente riconoscibili dall'ornamentazione esterna costituita da numerose e piccole coste radiali che partono dall'umbone e si biforcano anteriormente e da pronunciate linee di accrescimento concentriche. Risulta che vivessero in acque marine superficiali e, in prevalenza, su fondali molli. È piuttosto singolare che in alcuni affioramenti devoniani si ritrovino resti abbondanti delle sole valve peduncolari, mentre quelle brachiali sono rare o assenti: ciò è dovuto al fenomeno di selezione operato dall'azione delle correnti marine.